# Eriphioidea
Super-famille
Les Eriphioidea sont une super-famille de crabes. Elle comporte six familles.

## Liste des familles
Selon World Register of Marine Species (27 juin 2016) :
- famille Dairoididae Števčić, 2005
- famille Eriphiidae MacLeay, 1838
- famille Hypothalassiidae Karasawa & Schweitzer, 2006
- famille Menippidae Ortmann, 1893
- famille Oziidae Dana, 1851
- famille Platyxanthidae Guinot, 1977

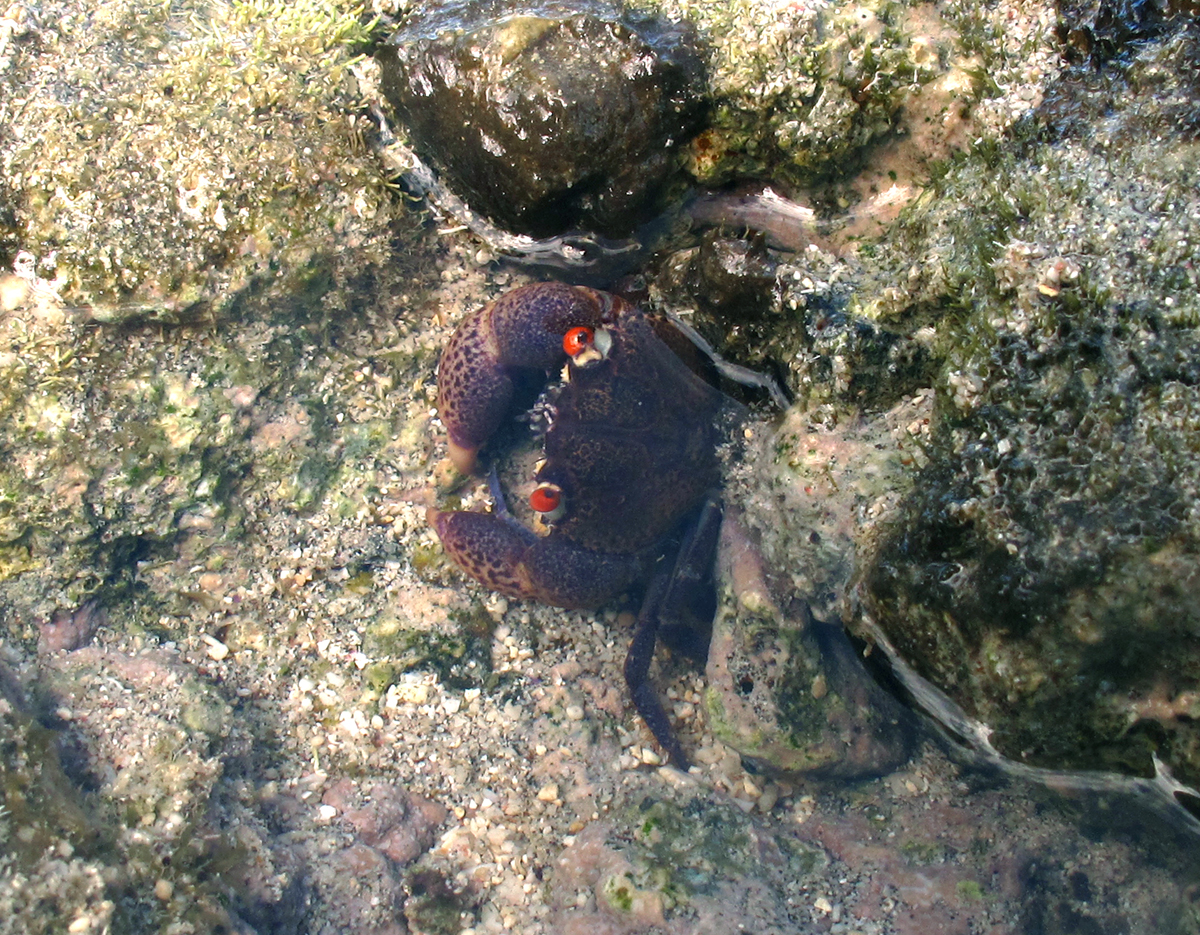
Eriphia sebana (Eriphiidae)
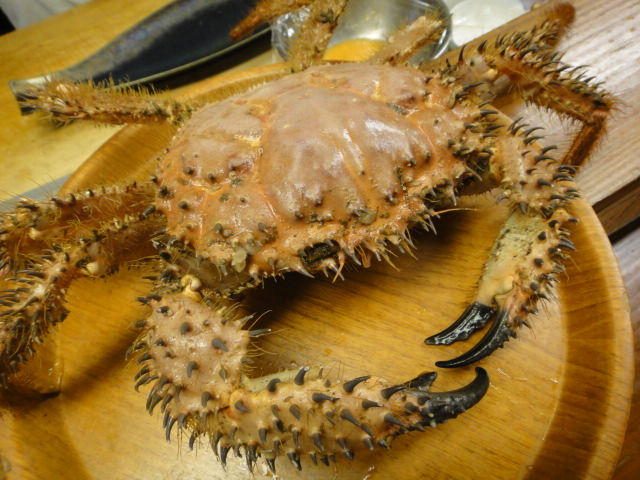
Hypothalassia armata (Hypothalassiidae)
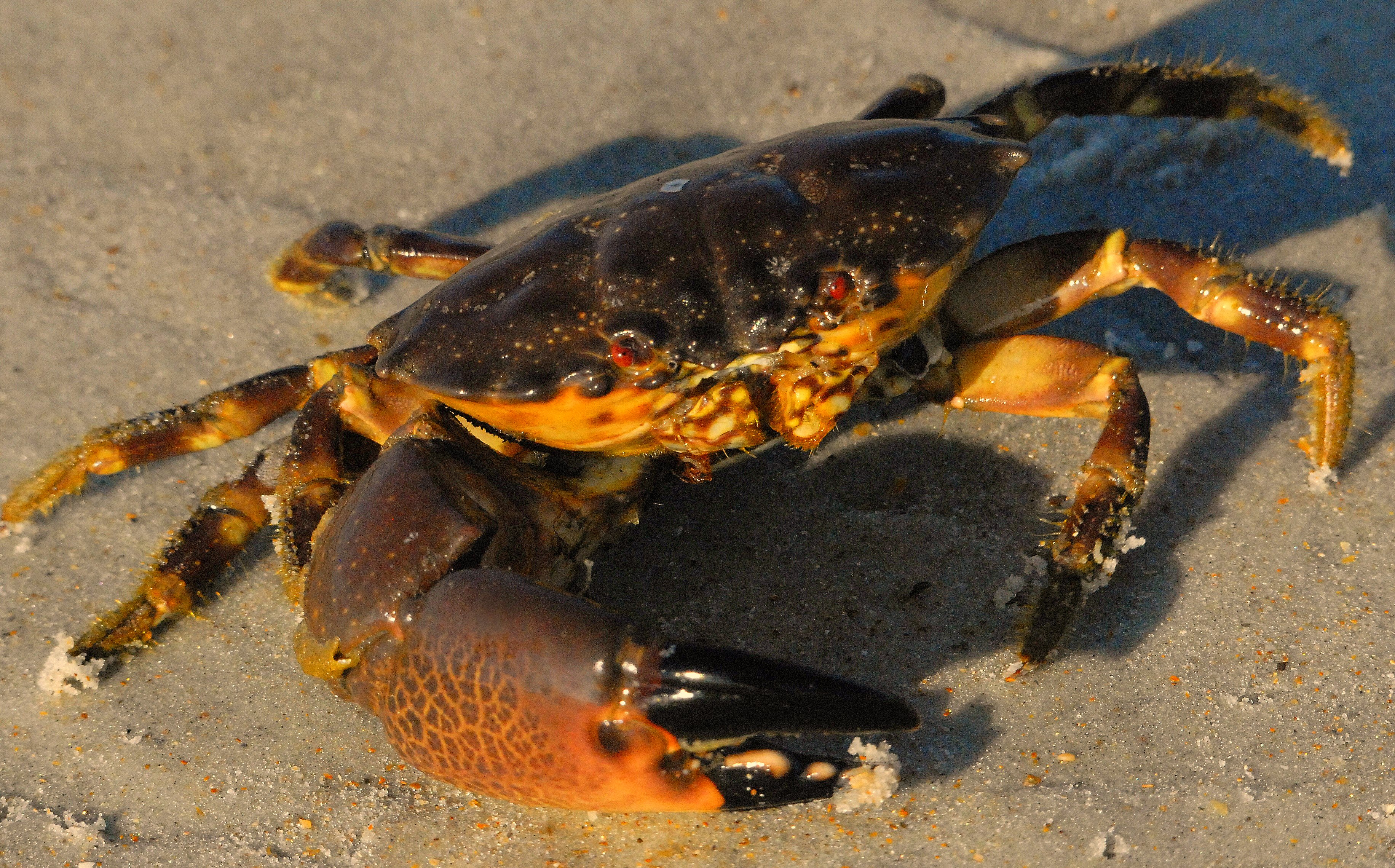
Menippe mercenaria (Menippidae)
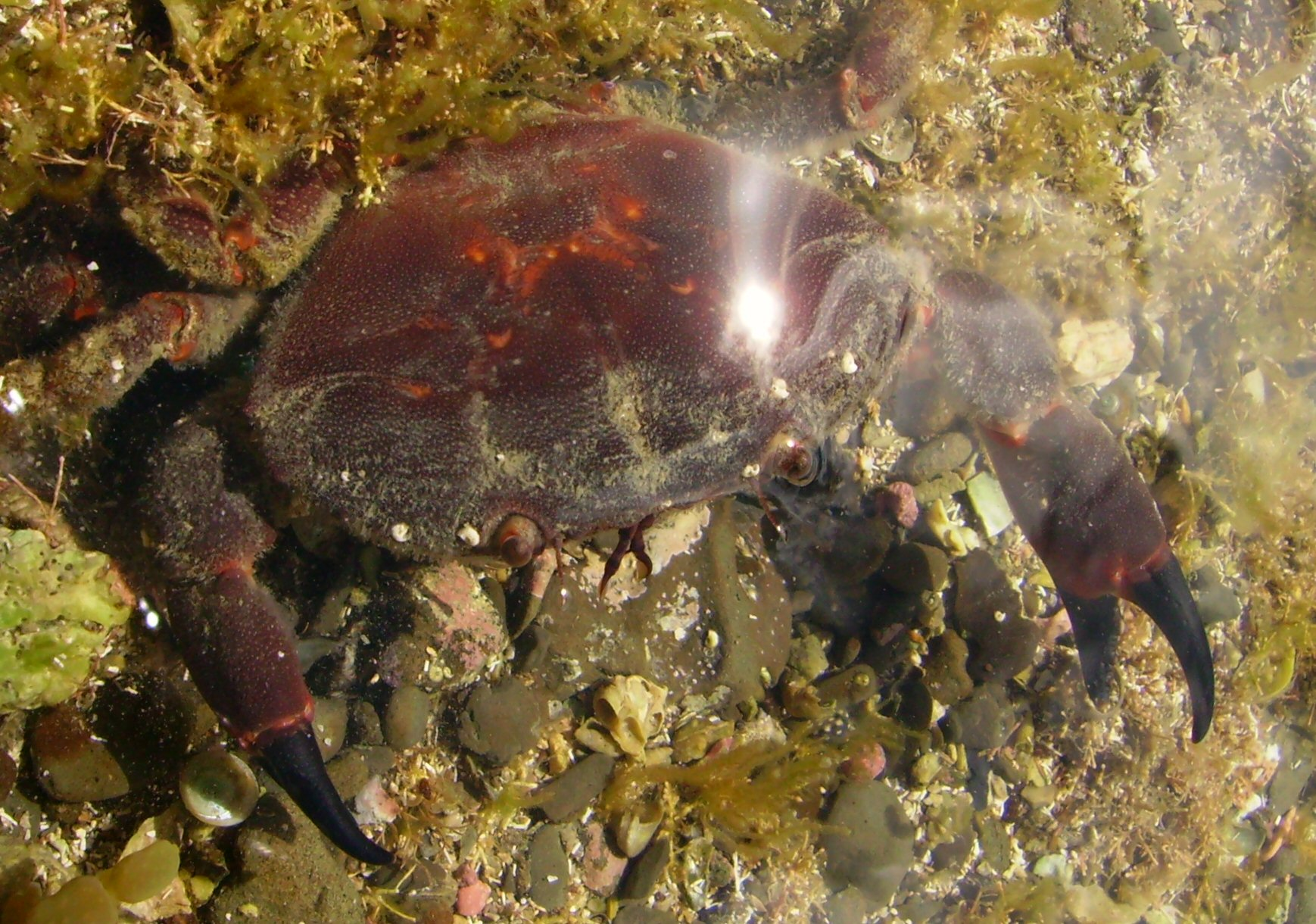
Ozius truncatus (Oziidae)
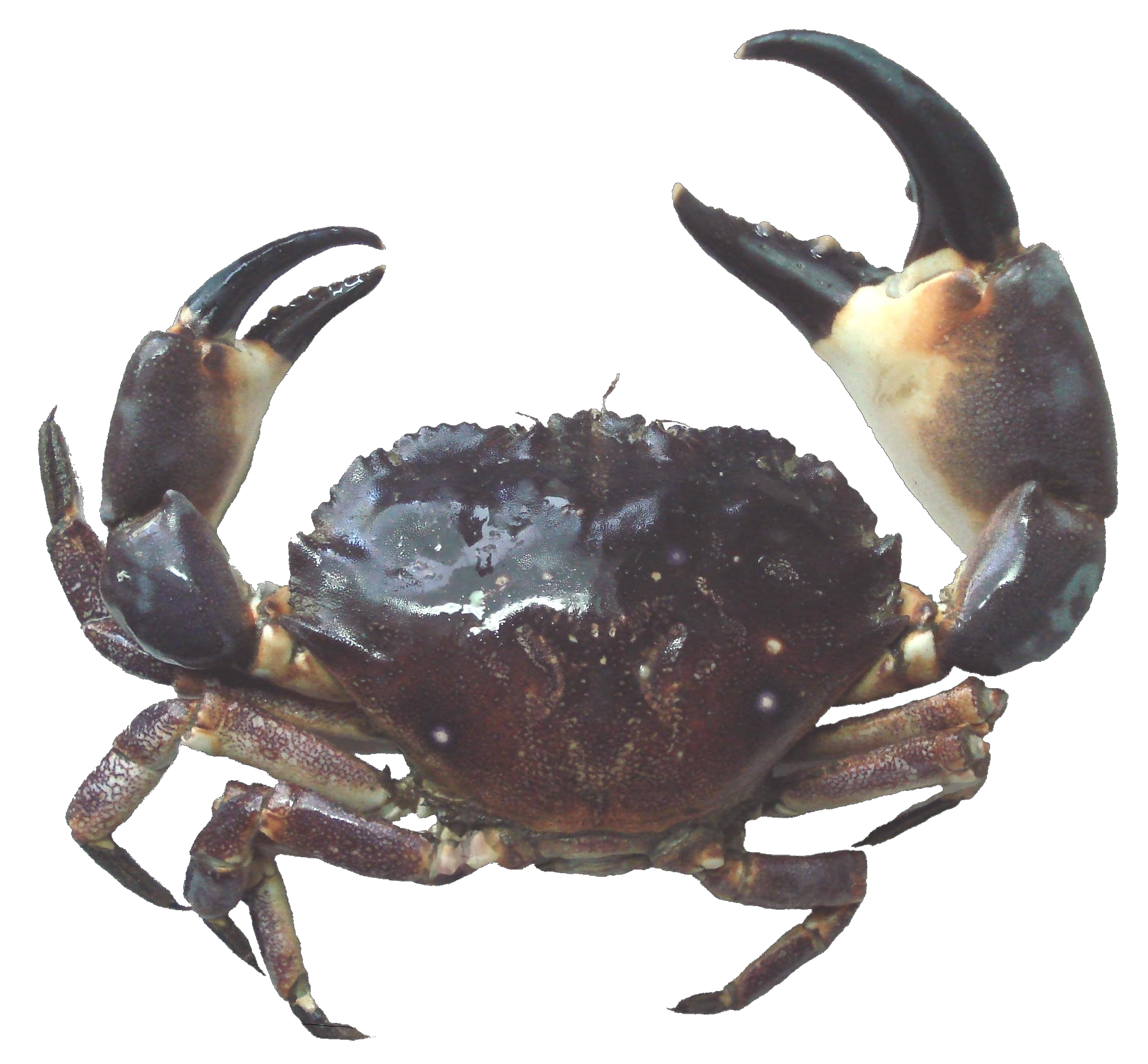
Platyxanthus crenulatus (Platyxanthidae)

## Sources
- Macleay, 1838 : On the brachyurous decapod Crustacea brought from the Cape by Dr. Smith. Illustrations of the Annulosa of South Africa; being a portion of the objects of natural history chiefly collected during an expedition into the interior of South Africa, under the direction of Dr. Andrew Smith, in the years 1834, 1835. and 1836; fitted out by “The Cape of Good Hope Association for Exploring Central Africa”. p. 53–71.
- Ng, Guinot & Davie, 2008 : Systema Brachyurorum: Part I. An annotated checklist of extant brachyuran crabs of the world. Raffles Bulletin of Zoology Supplement, n. 17 p. 1–286.
- De Grave & al., 2009 : A Classification of Living and Fossil Genera of Decapod Crustaceans. Raffles Bulletin of Zoology Supplement, n. 21, p. 1-109.